# Mihai Bravu (Tulcea)
Mihai Bravu é uma comuna romena localizada no distrito de Tulcea, na região de Dobruja. A comuna possui uma área de 73.48 km² e sua população era de 2538 habitantes segundo o censo de 2007.